# Pa Ham
Pa Ham là một xã thuộc huyện Mường Chà, tỉnh Điện Biên, Việt Nam.

## Địa lý
Xã Pa Ham có vị trí địa lý:
- Phía đông giáp huyện Tủa Chùa
- Phía tây giáp xã Hừa Ngài
- Phía nam giáp xã Nậm Nèn
- Phía bắc giáp xã Sá Tổng.

Xã Pa Ham có diện tích 32,21 km², dân số năm 2022 là 3.208 người, mật độ dân số đạt 99 người/km².

## Hành chính
Xã Pa Ham được chia thành 7 bản: Huổi Bon, Huổi Cang, Huổi Đáp, Mường Anh 1, Mường Anh 2, Pa Ham, Phong Châu.

## Lịch sử
Ngày 25 tháng 8 năm 2012, Chính phủ ban hành Nghị quyết số 45/NQ-CP về việc thành lập xã Huổi Mí trên cơ sở 625 nhân khẩu của xã Pa Ham.
Sau khi điều chỉnh địa giới hành chính, xã Pa Ham còn lại 3.187 ha diện tích tự nhiên và 2.614 nhân khẩu.
Ngày 6 tháng 12 năm 2019, HĐND tỉnh Điện Biên ban hành Nghị quyết số 148/NQ-HĐND về việc:
- Thành lập bản Pa Ham trên cơ sở bản Pa Ham 1 và bản Pa Ham 2.
- Thành lập bản Huổi Bon trên cơ sở bản Huổi Bon 1 và bản Huổi Bon 2.